# Кие-Нтем (провинция)
Киѐ-Нтем (на испански: Kié-Ntem) е провинция на Екваториална Гвинея. Разположена е в североизточната част на континенталната част на страната и граничи с Габон и Камерун. Площта на провинцията е 3943 квадратни километра, а населението, по данни от преброяване от юли 2015 г., е 183 664 души. Столицата на провинцията е град Ебебийин.